# Hollande-Septentrionale
Pour les articles homonymes, voir Hollande (homonymie).
La Hollande-Septentrionale ou Hollande-du-Nord (en néerlandais : Noord-Holland ; en frison occidental : Noard-Hollân), est une province des Pays-Bas située dans la partie nord-ouest du pays. Sa population était de 2 775 617 habitants au recensement de 2015. 
La principale ville est Amsterdam, capitale des Pays-Bas, mais la capitale provinciale est Haarlem ; on y trouve d'autres villes assez importantes telles que Zaandam, Hilversum, Alkmaar, Le Helder et Hoorn.
Cette province est instituée en 1840 en même temps que celle de Hollande-Méridionale, à la suite de la division de la Hollande, issue de l'ancien comté de Hollande, en deux parties. 
La Hollande-Septentrionale est bordée au nord-est par la Frise, à l'est par le Flevoland, au sud-est par la province d'Utrecht, au sud-ouest par la Hollande-Méridionale, à l'ouest par la mer du Nord et au nord-ouest par la mer des Wadden.

## Géographie

Photographie satellite de la Hollande-Septentrionale.

La Hollande-Septentrionale est une péninsule s'avançant dans la mer du Nord. Plus de la moitié du territoire de la province est conquis sur les eaux par le biais des polders et se situe au-dessous du niveau de la mer.
L'île de Texel est le point le plus nordique de la Hollande-Septentrionale, tandis que la partie sud-orientale du territoire est occupée par la région naturelle du Gooi. Au sud de la province se trouve également l'aéroport d'Amsterdam-Schiphol. Au nord-est de la province, bordant le Markermeer et l'IJsselmeer, se trouve la région historique de Frise-Occidentale.

## Politique

La villa Welgelegen à Haarlem, où siège la députation provinciale.

Le commissaire du Roi en Hollande-Septentrionale est, depuis le 1er janvier 2019, Arthur van Dijk.

## Démographie
La Hollande-Septentrionale se place au deuxième rang des provinces les plus peuplées des Pays-Bas après la Hollande-Méridionale voisine, sa population se concentrant principalement à Amsterdam qui, à elle seule, compte déjà plus de 850 000 habitants sur les 2,7 millions que compte la province.
|            | 1960      | 1970      | 1980      | 1990      | 2000      | 2012      | 2013      |
| ---------- | --------- | --------- | --------- | --------- | --------- | --------- | --------- |
| Population | 2 073 119 | 2 259 955 | 2 315 676 | 2 397 088 | 2 534 599 | 2 724 300 | 2 741 369 |

## Administration
Au 1er janvier 2019, la Hollande-Septentrionale comprend 47 communes :

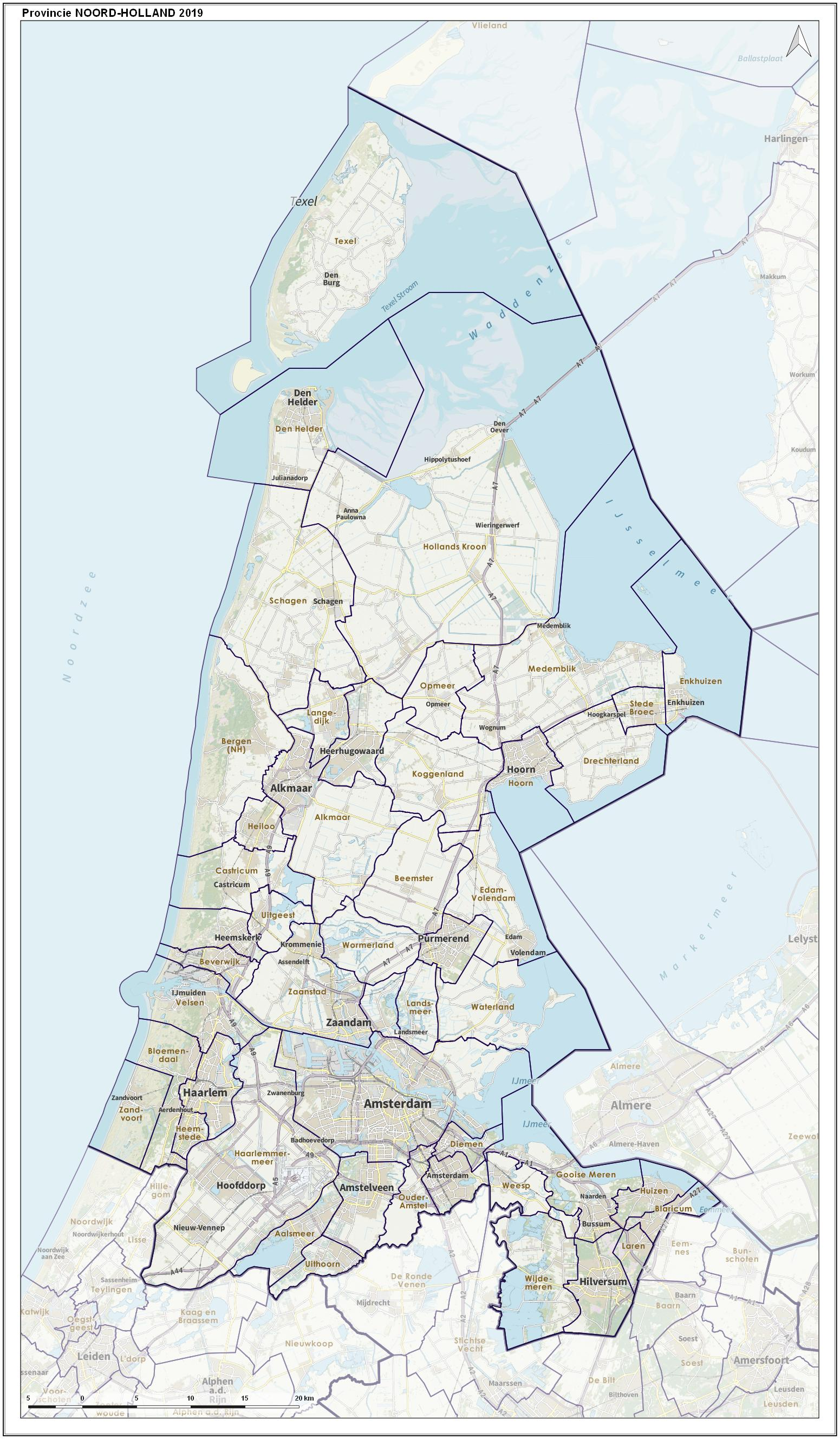
Carte administrative de la Hollande-Septentrionale.

| - Aalsmeer - Alkmaar - Amstelveen - Amsterdam - Beemster - Bergen - Beverwijk - Blaricum - Bloemendaal - Castricum - Diemen - Drechterland - Edam-Volendam - Enkhuizen - Gooise Meren - Haarlem | - Haarlemmermeer - Heemskerk - Heemstede - Heerhugowaard - Heiloo - Le Helder - Hilversum - Hollands Kroon - Hoorn - Huizen - Koggenland - Landsmeer - Langedijk - Laren - Medemblik - Oostzaan | - Opmeer - Ouder-Amstel - Purmerend - Schagen - Stede Broec - Texel - Uitgeest - Uithoorn - Velsen - Waterland - Weesp - Wijdemeren - Wormerland - Zaanstad - Zandvoort |

## Héraldique
| Blason | Blasonnement : Parti : à dextre d'or au lion de gueules armé et lampassé d'azur (qui est de Hollande) et à senestre d'azur à deux léopards l'un sur l'autre accompagnés de cinq billettes 2:2:1 le tout d'or (qui est de Frise-Occidentale). L'écu sommé d'une couronne néerlandaise de marquis. Commentaires : Armes octroyées en 1907. |